# Рудолф I фон Хоенберг
Рудолф I фон Хоенберг (на немски: Rudolf I von Hohenberg; † 11 януари 1336 в Австрия) е швабски граф на Хоенберг и господар на Триберг.
Той е от линията Цолерн-Хоенберг, която е отцепена през 12 век от швабската фамилия Хоенцолерн. Той е син на граф Албрехт II фон Хоенберг-Ротенбург († 17 април 1298, убит) и втората му съпруга графиня Маргарета фон Фюрстенберг († 1296), дъщеря на граф Хайнрих I фон Фюрстенберг († 1284) и Агнес фон Труендинген († 1294). Роднина е с Гертруда фон Хоенберг († 1281), съпругата на крал Рудолф фон Хабсбург († 1291). По-големият му полубрат е Албрехт III († 1304), граф на Хоенберг.
Той умира на 11 януари 1336 г. в Австрия и е погребан в църквата Св. Мориц в Ехинген, гробницата на род Хоенберг.

## Фамилия
Рудолф I фон Хоенберг се жени три пъти.
Първо той се жени за графиня Агнес фон Верденберг († юни 1317), дъщеря на граф Хуго II фон Верденберг-Хайлигенберг и графиня Еуфемия фон Ортенбург-Каринтия. Те имат пет деца:
- Алберт V фон Хоенберг (* ок. 1303, † 25 април 1359), граф на Хоенберг, епископ на Фрайзинг (1349 – 1359)
- Рудолф II фон Хоенберг († 26 февруари 1335), граф на Хоенберг, женен пр. 1349 г. за Маргарета фон Насау-Хадамар († 30 януари 1370), дъщеря на граф Емихо I фон Насау-Хадамар и Анна фон Нюрнберг
- Хуго († 26 май 1354), граф на Хоенберг, женен пр. 8 юни 1333 г. за графиня Урсула фон Пфирт († пр. 5 февруари 1367), дъщеря на граф Улрих III фон Пфирт (Ферете) и Йохана фон Мьомпелгард (Монбеляр)-Бургундска
- Хайнрих († 12 май 1352, убит), граф на Хоенберг, женен пр. 25 юни 1337 г. за Агнес фон Шаунберг († сл. 24 юни 1337), дъщеря на граф Хайнрих V фон Шаунберг и Анна фон Труендинген
- дъщеря, омъжена за Хайнрих фон Хорнщайн († сл. 1357)

Втори път той се жени през април 1318 г. за графиня Ирмгард фон Вюртемберг (* сл. 1300, † 16/17 юни 1329, погребана в Ехинген), дъщеря на граф Еберхард I фон Вюртемберг и маркграфиня Ирменгард фон Баден. Бракът е бездетен.
Трети път той се жени на 20 юни 1331 г. в Ротенбург ам Некар за графиня Елизабет фон Спонхайм-Кройцнах (* ок. 1310; † 1349), дъщеря на Симон II фон Спонхайм-Кройцнах и Елизабет фон Хайнсберг-Фалкенбург. Бракът е бездетен.
След смъртта му вдовицата му Елизабет фон Спонхайм-Кройцнах се омъжва на 16 октомври 1340 г. за ландграф Лудвиг I фон Хесен-Гребенщайн († 1345) и има с него деца.